# Karcynologia
Karcynologia (gr. καρκίνος karkínos – rak, oraz λόγος logos – nauka) malacostracologia, crustaceologia lub crustalogia – dział zoologii zajmujący się badaniem skorupiaków. Obejmuje nauki bardziej wyspecjalizowane, np. astakologię – naukę o rakach (nadrodzinie Astacoidea).